# Nichiren-shū
La Nichiren-shū (日蓮宗?, nichiren-shū, Scuola Nichiren) è una scuola buddista giapponese nell'ambito del buddismo Nichiren, fondata dallo stesso Nichiren (1222 - 1282), un monaco buddista riformatore. 
Egli abbracciò la dottrina secondo la quale il Sutra del Loto rappresenta l'espressione degli autentici insegnamenti del Buddha Sakyamuni, fondatore del Buddismo e Salvatore di questo mondo. La Nichiren-shū è una confederazione di quattro delle Scuole originali Nichiren: Minobu (fondata da Nikkō), Hama (fondata da Nissho), Ikegami (fondata da Nichiro), e Nakayama (fondata da Nichijo, Toki Jonin).
La Nichiren-shū si diffuse all'estero prima con gli immigrati giapponesi negli Stati Uniti, poi nel Regno di Hawaii, Brasile e altri luoghi nella seconda metà del XIX secolo e gli inizi del XX. Il Minobusan Kuonji, fondato da Nichiren nel 1274, è il tempio principale della Nichiren-shū e si trova sul Monte Minobu dove Nichiren visse gli ultimi otto anni della sua vita. Durante questo periodo egli completò il suo lavoro di propagazione del Sutra del Loto, producendo inoltre due opere maggiori. L'8 settembre 1282 Nichiren lasciò il Monte Minobu per raggiungere le terme Hitachi, nel tentativo di guarire dalle sue infermità. Tuttavia non giunse a destinazione, morendo invece presso Ikegami, nell'attuale Tokyo, il 13 ottobre 1282. Ikegami Honmon-ji (dove morì Nichiren) è un altro importante tempio della Nichiren-shū. Le sue ceneri sono conservate in un tempio sul Minubusan Kuonji, coerentemente con le sue ultime volontà "ovunque dovessi morire, vi prego di costruire la mia tomba sul Monte Minobu ove il mio cuore risiede per sempre" e per i fedeli della scuola rappresenta il luogo di adorazione più sacro; è situato nella Prefettura di Yamanashi, in Giappone, mentre la sede centrale amministrativa, la quale gestisce oltre 5300 templi dell'ordine Nichiren, è a Tokyo. I templi della Nichiren-shū hanno in custodia molti dei più importanti reperti personali di Nichiren e scritti (che sono considerati tesori nazionali del Giappone).
Il logo ufficiale della Nichiren-shū, raffigura lo stemma di famiglia dei genitori di Nichiren, noto come Tachibana ("fiore arancione del mandarino"), con un telaio quadrato attorno, che è stato aggiunto all'inizio del XX secolo e rappresenta i quattro Bodhisattva della Terra).

## Panoramica della Nichiren-shū
La Nichiren-shū non crede che Nichiren abbia designato un successore unico, ma che abbia designato sei discepoli anziani a succedergli. I sei discepoli designati da Nichiren erano: Nissho (1221-1323); Nichiro (1245-1320); Nikkō (1246-1333) , Niko (1253-1314); Nitchō (1252-1317), e Nichiji (1250-sconosciuto).
La Nichiren-shū afferma che il Buddha in cui rifugiarsi è l'Eterno Buddha Shakyamuni del capitolo 16 del Sutra del Loto. Nichiren è considerato come l'apparizione in questo mondo del Bodhisattva Pratiche Superiori cui è data la missione nel capitolo 21 del Sutra del Loto di sostenere il vero Dharma nel Giorno della Legge.
Nichiren è visto come il devoto del Sutra del Loto che deve adempiere la profezia in qualità di manifestazione del Bodhisattva Jogyo ("Pratiche Superiori"), per guidare tutti i bodhisattva nella propagazione di questo sutra.
Nichiren è un messaggero del Buddha, che ha guidato gli uomini e li sta guidando nella ricerca della natura di Buddha - una qualità che è presente in ogni essere umano - nonché nella costituzione di uno stile di vita in armonia con le verità eterne predicate dal buddha stesso. Il Buddha Shakyamuni è considerato come il Buddha Eterno come è rivelato nel capitolo 16 del Sutra del Loto. La Nichiren-shū pone Nichiren in una posizione elevata, come il messaggero dell'Eterno Buddha Shakyamuni Buddha o originale, ma non lo considera più importante di Shakyamuni. L'originale Buddha occupa il ruolo centrale nella Nichiren-shū. Nichiren - denominato Nichiren Daishonin ("Nichiren Grande Maestro"), è il profeta che ha rifocalizzato l'attenzione su Shakyamuni tanto da rimproverare alle altre scuole buddiste di enfatizzare altri buddha o pratiche esoteriche o di trascurare il Sutra del Loto.
Il Sutra del Loto è fondamentale nello studio e nella pratica, e gli scritti di Nichiren, i Gosho (御书) o Goibun (御遗文) sono visti come commenti o guide alle dottrine del buddismo. Essi comprendono i cinque maggiori scritti di Nichiren in cui egli stabilisce la dottrina, le credenze e la pratica, così come in molte altre lettere pastorali scritte ai suoi seguaci.
Nichiren ha scritto spesso, e i lettori possono verificare o correggere la loro comprensione delle dottrine del Buddismo di Nichiren attraverso le sue opere superstiti. A differenza della Nichiren Shōshū, la Nichiren-shū è molto più selettiva sui Gosho da considerare autentici. Molti Gosho che sono accettati dalla Nichiren Shoshu non sono accettati come autentici dalla Nichiren-shū in quanto gli studiosi non sono stati in grado di garantirne l'autenticità. Questo non significa che questi Gosho o le presunte trasmissioni orali (come il Kuden Ongi) vengono respinte, ma significa che essi sono visti come secondari ai materiali autenticati e si precisa che, mentre essi potrebbero avere un valore pastorale, non possono essere definitivamente ritenuti un insegnamento di Nichiren.

## Nichiren-shū Pratica e Credenze
La pratica primaria nella Nichiren-shū è la recitazione del Odaimoku  di fronte al gohonzon. La pratica secondaria è recitare il capitolo 2 ("Espedienti") e il capitolo 16 ("Durata della vita del Tathagata") del Sutra del Loto, chiamato Gongyō. La Nichiren-shū considera il daimoku (il mantra Namu Myoho Renge Kyo il cui significato è "Aprire la propria vita alla Legge di Causa ed Effetto" ) e il mandala o gohonzon come il culmine del Dharma, ma non ignora le altre pratiche buddiste. Alcune forme di meditazione silenziosa (Shodai-gyo), la copia artistica del Odaimoku (shakyō), e lo studio dei concetti fondamentali buddisti come le Quattro Nobili Verità e la presa di Rifugio vengono utilizzati come supporto alle pratiche di Nichiren-shū.